# Salomon de Bray

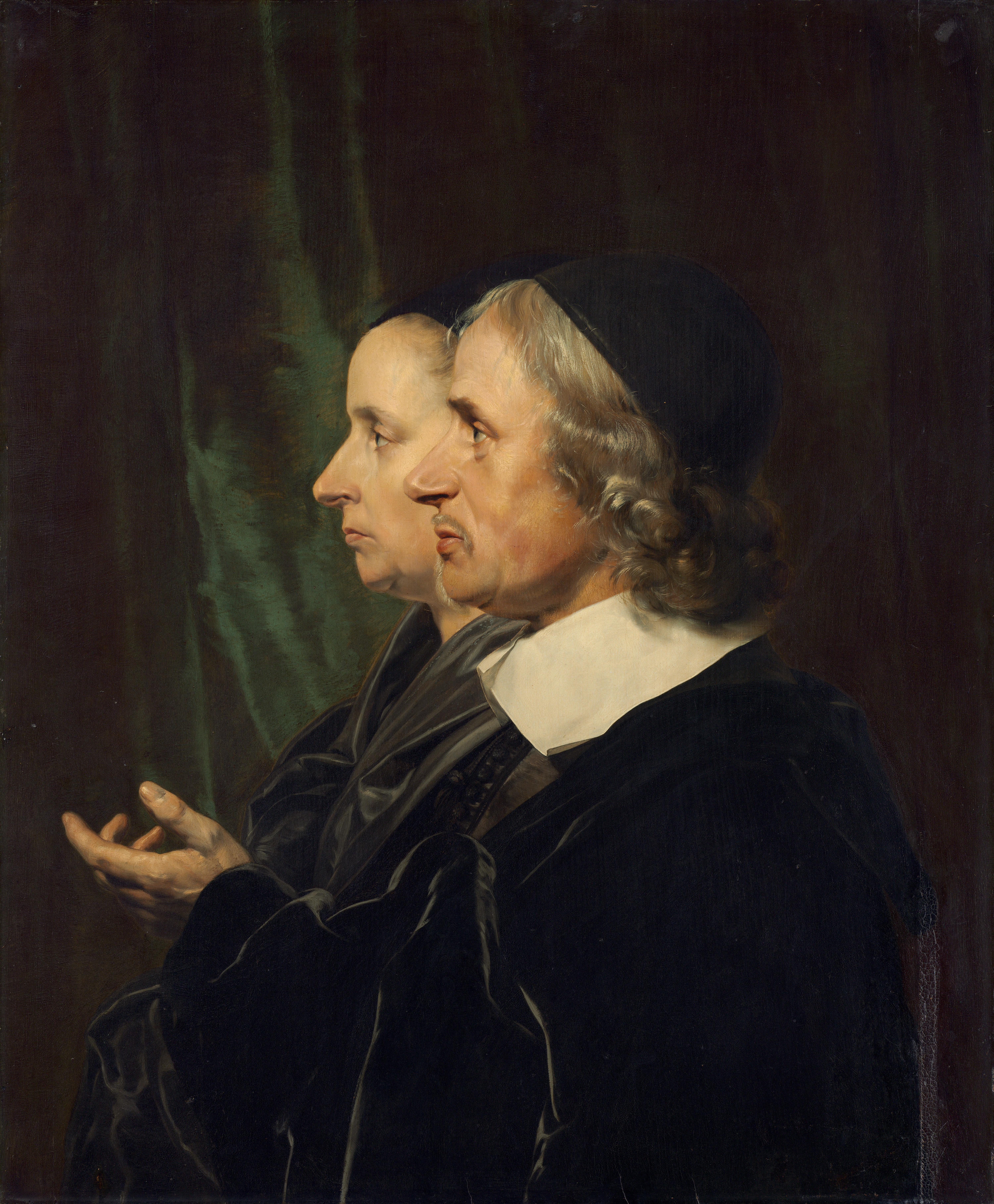
Dubbelportret van Salomon de Bray en zijn vrouw, Anna Westerbaen, door hun zoon Jan de Bray, 1664, National Gallery of Art, Washington

Salomon de Bray (Amsterdam, 1597 - Haarlem, 11 mei 1664) was een Nederlands kunstschilder en architect.

## Leven en werk

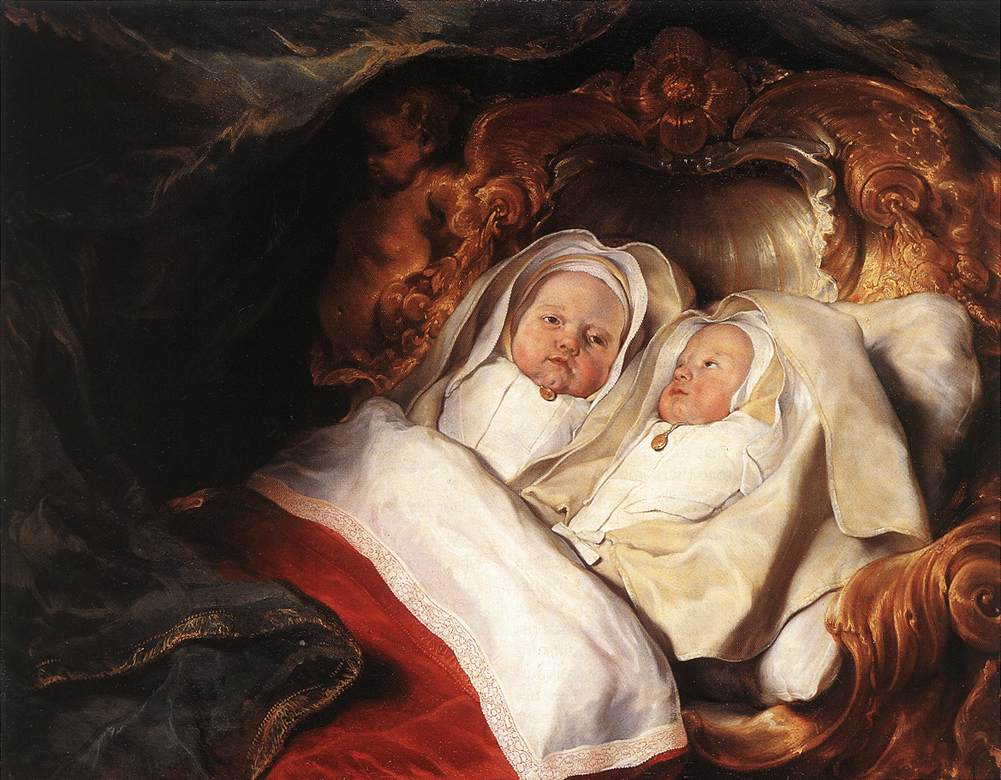
De tweeling Clara en Aelbert de Bray, ca. 1646, Scottish National Gallery, Edinburgh

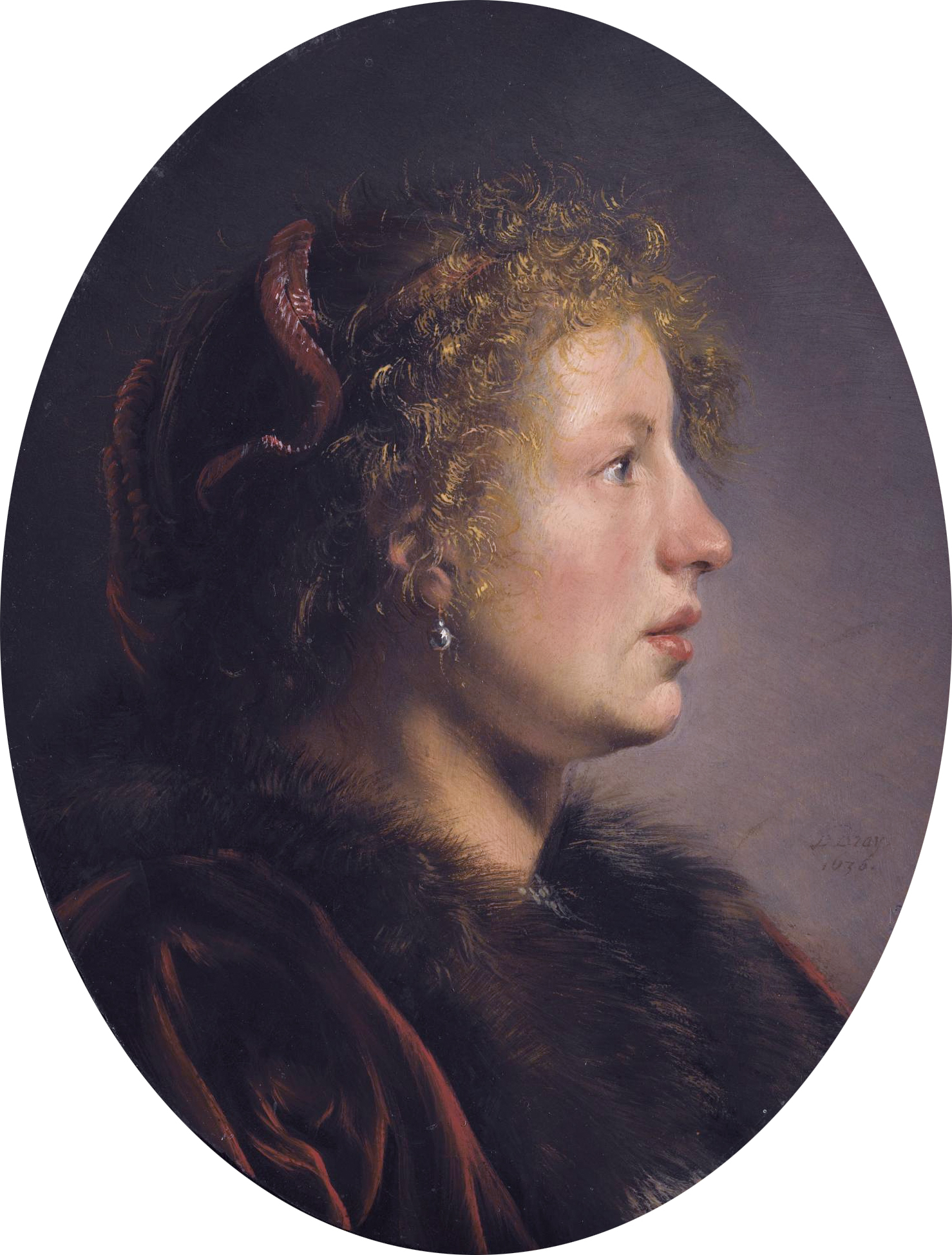
Studie van een jonge vrouw en profil, 1636, Museum of Fine Arts, Boston

Salomon de Bray vestigde zich vóór 1617 in Haarlem, waar hij geleerd zou hebben bij Hendrick Goltzius en Cornelis van Haarlem, en waar hij in 1625 in het huwelijk trad. Hij stierf waarschijnlijk aan de pest, en werd in de Sint-Bavo begraven. Drie van zijn tien kinderen werden ook schilder, Jan, Dirck en Joseph de Bray.
Salomon de Bray schilderde zowel historiestukken als portretten en landschappen. Als katholiek vervaardigde hij waarschijnlijk altaarstukken voor schuilkerken. Hij werkte mee aan de decoratie van het Huis ten Bosch in Den Haag. Zijn werken ademen de geest van het opkomende Hollands classicisme, en zijn te vergelijken met die van Pieter de Grebber.
Behalve schilder was Salomon de Bray ook actief als ontwerper van zilverwerk, als dichter, als architect en als stedenbouwkundige. Als architect was hij betrokken bij de bouw of verbouw van het stadhuis, de Zijlpoort, de St. Annakerk, allen in Haarlem, het kasteel in Warmond en het burgerweeshuis in Nijmegen.
Salomon de Bray was bevriend met de componist Cornelis Padbrué, die een gedicht van hem op muziek zette.
Van 2 februari tot en met 22 juni 2008 was de tentoonstelling 't Zit in de genen in het Frans Hals Museum in Haarlem te zien met werken van onder andere Salomon de Bray.
Een bekend schilderij van Salomon de Bray is de ingebakerde baby's De tweeling Clara en Aelbert de Bray uit 1646.